# 教員資格
教員資格（きょういんしかく、Certified teacher）では、学校の教員になるための資格について記載する。

## 日本
日本においては教育職員免許法が存在し、初等中等教育レベルまでの一条校教員については、同法で規定する教育職員免許状が求められる。
幼稚園、小学校、中学校、高等学校、中等教育学校、特別支援学校の教諭、助教諭、一般的な講師になるためには、法令により教員免許状を有することが義務づけられている（ただし、実習助手や特別非常勤講師については、法令上、教員免許状を有してなくてもよい）。教員免許状には、普通免許状、特別免許状、臨時免許状の3種類がある。
- 普通免許状は、日本全域において10年間効力を有する。大学の学部や文部科学大臣が指定する教員養成機関を卒業して取得するのがメインコースであるが、教員資格認定試験（主に社会人）や教育職員検定（臨時免許状や他校種免許状等を有する経験者など）に合格することでも取得できる。教員免許更新講習を修了することで有効期間が延長される。
- 特別免許状は、各都道府県内のみで10年間効力を有し、専門知識のある社会人などに対し、教員に雇用しようとする者（学校法人等）の推薦を受けて実施される教育職員検定に合格すると授与される。教員免許更新講習を修了することで有効期間が延長される。
- 臨時免許状は、各都道府県内のみで効力（原則3年、特例6年）を有し、助教諭になれる。普通免許状を有する者を採用できない場合に実施される教育職員検定に合格すると授与される。

| 種類           | 区分 | 基礎資格   | 効力     | 有効期間       | 職階           | 備考                     |
| -------------- | ---- | ---------- | -------- | -------------- | -------------- | ------------------------ |
| 普通免許状     | 専修 | 修士       | 全国     | なし           | 教諭           |                          |
| 普通免許状     | 一種 | 学士       | 全国     | なし           | 教諭           |                          |
| 普通免許状     | 二種 | 短期大学士 | 全国     | なし           | 教諭           |                          |
| 特別免許状     | －   | －         | 都道府県 | 10年           | 教諭           | 推薦、専門知識等条件あり |
| 臨時免許状     | －   | －         | 都道府県 | 3年（特例6年） | 助教諭         | 採用条件あり             |
| （免許状なし） | －   | －         | －       | －             | 特別非常勤講師 | 授与権者への届け出のみ   |

## イギリス
イギリスにおいて公認学校の教師になるには、QTS認定基準を満たし、かつGeneral Teaching Council for EnglandまたはGeneral Teaching Council for Walesに登録された者である必要がある。
QTSを取得するには様々な方法があるが、一般的なのは第一学位（Bachelor of ArtsまたはBachelor of Science）を取得した上で、教職ポストグラデュエート・サーティフィケート(Postgraduate Certificate in Education, PGCE)を受ける方法である。

## フランス
フランスにおいては、少なくともLicentiate学位（学士号レベル）を取得する必要がある。上級学校ではアグレガシオン資格が求められる。

## 中国
小中高学校の教員資格試験として「中小学教師資格考試」（中小学教师资格考试）がある。その試験に受かった人は、相当する科目の教員免許を認定する資格を得ることができる。認定科目により、出願基準と試験内容が異なる。